# Consiglio privato della Thailandia
Il Consiglio privato della Thailandia (in thailandese เครื่องราชกกุธภัณฑ์,, Khrueang Raja Kakudhabhand), è l'organo di consiglio personale del re di Thailandia, odiernamente in carica Rama X, impegnato nel dovere di consigliare e supportare il sovrano nelle sue decisioni. Il monarca da solo nomina tutti i membri del consiglio, che devono essere al massimo diciotto. Con sede nel distretto di Phra Nakhon, a Bangkok, l'organo è guidato dal presidente del Consiglio privato della Thailandia, Surayud Chulanont.
Negli ultimi anni il consiglio e il suo presidente, in particolare, sono stati accusati di interferire nella politica del Paese. Ciò deriva dalla vicinanza del consiglio con le forze militari, in particolare durante il colpo di stato thailandese del 2006.

## Storia
Il primo consiglio privato della nazione fu istituito con un decreto reale l'8 maggio 1874, dal sovrano Rama V. Il monarca, educatosi in occidente, aveva voluto così replicare il sistema di governo dei monarchi assoluti d'Europa. All'inizio aveva creato due consigli distinti; il Consiglio privato del Siam (thai: ที่ปฤกษาในพระองค์, RTGS: Thi Prueksa Nai Phra Ong) (49 membri) ed il Consiglio di Stato (thai:  สภาที่ปรึกษาราชการแผ่นดิน, RTGS: Sapha Thi Prueksa Ratchakan Phaendin) (12 membri), che diventerà poi il Consiglio dei ministri (thai: รัฐมนตรีสภา, RTGS: Ratthamontrisapha), l'apparato che oggi detiene il potere esecutivo dello stato.
Nel 1910 a Rama V successe il figlio, Rama VI, che all'inizio del suo regno nominò il suo Consiglio privato di Stato (thai: สภากรรมการองคมนตรี, RTGS: Sapha Kammakan Ongkhamontrig) (40 membri). Il monarca, durante i suoi 15 anni di regno, continuò a nominare nuovi membri ad ogni capodanno thailandese. Quando morì, nel 1925, il consiglio privato era composto da 233 membri.
Nel 1925 a Rama VI successe il fratello, Rama VII, che decise di rinnovare completamente il sistema e creando tre consigli distinti; il Supremo consiglio di Stato del Siam (thai:   อภิรัฐมนตรีสภา, RTGS: Aphiratthamontrisapha) (composto da cinque principi anziani), il Consiglio dei segretari (thai: เสนาบดีสภา, RTGS: Senabodisapha) (ex Consiglio dei ministri)  e il Consiglio privato di Stato. Il ruolo del Consiglio privato di Stato è stato relegato in affari legislativi minori, mentre il Supremo consiglio di Stato è diventato il principale gruppo di consulenti del sovrano.
Il 24 giugno 1932 un gruppo chiamato Khana Ratsadon (o Partito del Popolo), insieme ai militari, prese il potere a Bangkok costringendo il sovrano, Rama VII, ad abolire il sistema della monarchia assoluta per trasformare la nazione in una monarchia costituzionale, com'è odiernamente, concedendo una costituzione. Arrivando al potere, il Khana Ratsadon abolì il Supremo consiglio di Stato ed il Consiglio privato di Stato per sostituire poi il Consiglio dei segretari con il Comitato popolare del Siam (thai: คณะกรรมการราษฎร).
Solo quindici anni dopo, con la costituzione del Siam del 1947, veniva restaurato, sotto Rama IX, il Consiglio privato di Stato col nome di Supremo consiglio di Stato (thai: คณะ อภิรัฐมนตรี, RTGS: Khana Aphiratthamontri) (5 membri). Solo due anni dopo, con la costituzione della Thailandia del 1949, fu rinominato, com'è ora, come Consiglio privato di Thailandia (thai: เครื่องราชกกุธภัณฑ์, RTGS: Khrueang Raja Kakudhabhand) (massimo 18 membri), confermato anche dall'ultima costituzione del 2007.

## Membri
Secondo la costituzione vigente, con un massimo di 18 posti assegnabili, i membri dell'organo possono essere nominati o rimossi solo ed esclusivamente dal sovrano, ma le nomine devono essere controfirmate dal presidente del consiglio, e per la sua carica è necessaria la controfirma del presidente dell'Assemblea nazionale.
I consiglieri non possono essere parte delle seguenti istituzioni: la Camera dei rappresentanti della Thailandia, il Senato della Thailandia, Commissione elettorale della Thailandia, Ombudsman, la Commissione nazionale per i diritti umani, la Corte costituzionale della Thailandia, la Corte amministrativa della Thailandia, la Commissione nazionale contro la corruzione, la Commissione di controllo dello stato oppure essere un funzionario statale che detiene una posizione permanente o riceve un salario permanente, un funzionario di un'impresa statale, un funzionario di un partito politico e non deve manifestare lealtà verso nessun partito politico.
Dopo essere stato nominato, un consigliere deve prestare il seguente giuramento al sovrano per assumere l'incarico:
Un consigliere lascia l'ufficio per cause di morte, dimissioni od ordine reale.

### Consiglieri attuali
Il 6 dicembre 2016, il nuovo sovrano Rama X ha nominato i dieci membri del suo Consiglio; sette erano già incarica sotto il regno del padre, Rama IX, e tre invece sono stati nominati ex novo dal sovrano. Otto membri del consiglio precedente non sono stati rinominati, mentre 13 dicembre è stata annunciata la nomina di altri due consiglieri. Il 26 maggio 2019, Prem Tinsulanonda è morto, lasciando l'organo ai 12 membri attuali:
| No. | Immagine | Consigliere              | Nomina           | Note |
| --- | -------- | ------------------------ | ---------------- | --- |
| 1   |          | Surayud Chulanont        | 6 dicembre 2016  | Primo ministro (2007) Consigliere per Rama IX                                                                                    |
| 2   |          | Kasem Watanachai         | 6 dicembre 2016  | Ministro dell'educazione Consigliere per Rama IX                                                                                 |
| 3   |          | Palakorn Suwanarat       | 6 dicembre 2016  | Vice segretario permanente al Ministero dell'interno Consigliere per Rama IX                                                     |
| 4   |          | Chalit Pukbhasuk         | 6 dicembre 2016  | Comandante in capo della Regia Aeronautica Consigliere per Rama IX                                                               |
| 5   |          | Supachai Phungam         | 6 dicembre 2016  | Presidente della Suprema corte di giustizia Consigliere per Rama IX                                                              |
| 6   |          | Atthaniti Disatha-Amnarj | 6 dicembre 2016  | Presidente della Suprema corte di giustizia Consigliere per Rama IX                                                              |
| 7   |          | Paiboon Koomchaya        | 6 dicembre 2016  | Ministro della giustizia Membro del Consiglio nazionale per la pace e per l'ordine                                               |
| 8   |          | Dapong Ratanasuwan       | 6 dicembre 2016  | Ministro per le risorse naturali e l'ambiente Ministro dell'educazione Membro del Consiglio nazionale per la pace e per l'ordine |
| 9   |          | Teerachai Nakwanich      | 6 dicembre 2016  | Comandante in capo del Regio Esercito Membro del Consiglio nazionale per la pace e per l'ordine                                  |
| 10  |          | Wirach Chinvinitkul      | 13 dicembre 2016 | Vice presidente della Suprema corte di Giustizia Segretario della Suprema corte di giustizia                                     |
| 11  |          | Charunthada Karnasuta    | 13 dicembre 2016 | Segretario permanente al Ministero dell'agricoltura Consulente per l'Agenzia della Casa Reale                                    |
| 12  |          | Kampanat Ruddit          | 23 dicembre 2016 | Comandante in capo del Regio Esercito Membro del Consiglio nazionale per la pace e per l'ordine                                  |

## Funzioni
La Costituzione del 2007 ha dato al consiglio molti ruoli e poteri. Questi sono per lo più associati alle questioni che circondano il capo dello stato e la monarchia. Un ambasciatore degli Stati Uniti d'America ha descritto i suoi doveri in questo modo: "Statutariamente esiste per offrire consigli al sovrano se questo lo sollecita, esaminare le petizioni per suo conto, agire come cerimoniali controfigure per il monarca in varie cerimonie promosse dalla corona e svolgere un ruolo fondamentale per la successione".

### Reggenza
Se il sovrano è inabilitato per qualsiasi ragione e non può nominare un reggente, il consiglio ha il dovere di presentare al parlamento il nome di un individuo adatto, che dovrà quindi essere approvato con un voto. Durante il periodo in cui non vi è alcun reggente, il Presidente del Consiglio Privato sarà il reggente pro tempore. Questo caso è applicabile anche se il reggente è impossibilitato a svolgere le sue funzioni. Quando ciò accade, il reggente di diritto in carica sarà sostituito nelle sue funzioni al consiglio da un sostituto temporaneo

### Legge di successione
Nei riguardi della legge di successione del 1924, il re deve chiedere al consiglio di elaborare un emendamento. Dopo l'approvazione e la firma del re, il Presidente del Consiglio Privato comunicherà il tutto al Presidente dell'Assemblea Nazionale che provvederà a controfirmare il suddetto come emendamento vigente.

### Trono vacante
Quando la sede reale diventa vacante, è compito del Consiglio Privato di sottoporre al Governo ed all'Assemblea Nazionale il nome del successore al trono. Durante questo periodo di sede vacante (prima della presentazione) il Presidente del Consiglio Privato sarà formalmente reggente pro tempore.

### Altre funzioni
Oltre a queste funzioni costituzionalmente obbligatorie, i consiglieri privati svolgono anche altri compiti, sempre nei riguardi della Casa Reale. Diversi consiglieri sono membri della "Fondazione Mahidol", mentre il consigliere Chaovana Nasylvanta è tuttora direttore dell'Ufficio delle Proprietà della Corona. I consiglieri possono, a comando reale, partecipare a funzioni ufficiali o svolgere incarichi ufficiali a nome del sovrano o della famiglia reale.

## Presidenti del Consiglio privato di Thailandia
| № | Presidente                     | Presidente           | Incarico pubblico precedente                                | Data di inizio incarico | Data di fine incarico | Durata dell'incarico |
| - | ------------------------------ | -------------------- | ----------------------------------------------------------- | ----------------------- | --------------------- | -------------------- |
| 1 | Prince Rangsit Prayurasakdi    | Rangsit Prayurasakdi | nessun incarico pubblico precedente                         | 9 novembre 1947         | 18 giugno 1949        | 1 anno e 221 giorni  |
| 2 | Standard of the Regent of Siam | Dhani Nivat          | Ministro dell'Educazione (1926–1932)                        | 18 giugno 1949          | 8 settembre 1974      | 25 anni e 82 giorni  |
| 3 |                                | Dej Snidvongs        | nessun incarico pubblico precedente                         | 8 settembre 1974        | 5 dicembre 1975       | 1 anno e 88 giorni   |
| 4 |                                | Sanya Dharmasakti    | Primo ministro (1973–1975)                                  | 5 dicembre 1975         | 4 settembre 1998      | 22 anni e 272 giorni |
| 5 |                                | Prem Tinsulanonda    | Primo ministro (1980–1988) Reggente della Thailandia (2016) | 4 settembre 1998        | 26 maggio 2019        | 26 anni e 190 giorni |
| 6 |                                | Surayud Chulanont    | Primo ministro (2006–2008)                                  | 2 gennaio 2020          | in carica             | 5 anni e 70 giorni   |